# AutoIt
AutoIt（读音aw-tow-it）是一个用于Microsoft Windows的免费自动化语言。在它的早期发布版本中，这个软件主要旨在为微软Windows程序创建自动化脚本（有时也称为宏）但现在已经成长为包含了编程语言设计和全面功能的增强的软件。
在版本3中，AutoIt的语法结构调整为接近于BASIC系列的语言。它是使用经典数据模型、利用可以存储多种数据类型包括数组的变量类型的第三代编程语言。它兼容于Windows 95，98，ME，NT4，2000，XP，2003，Vista以及Windows 7（然而，在3.3.0版本中终止了（页面存档备份，存于）对Windows 2000之前操作系统的支持）。
AutoIt自动化脚本可以编译成压缩、单一的可执行文件，这样的文件可以运行在没有安装AutoIt解释器的计算机上。广泛的函数库（称为UDF或“用户定义函数”）包含在程序中或可以从网站中下载，通过他们可以添加许多专用的功能。AutoIt的安装程序中还自带了基于SciTE的IDE。其中集成了编译器和帮助文本，从而为使用AutoIt的开发者提供了事实上的标准环境。

## 功能
- 用于Windows桌面环境的类BASIC结构的脚本语言。
- 用于特殊应用程序的插件库和模組。
- AutoIt用户和开发者的在线支持论坛。
- 支持TCP和UDP协议。
- 支持COM（组件对象模型）对象。
- 调用Win32 DLL中的函数。
- 运行控制台应用程序和访问标准流。
- 包含文件在编译文件中以便在运行时提取。
- GUI接口，创建消息和输入框。
- 播放、暂停、恢复、停止、寻道声音文件，获取播放的当前位置和声音文件的长度。
- 模拟鼠标移动。
- 操作窗口和进程。
- 自动发送用户输入和键击到应用程序以及程序中的单个控件。
- 可以把脚本编译为单个可执行文件。
- 从3.2.4.0开始增加了Unicode支持。
- 从3.2.10.0开始增加了64位支持。
- 支持正则表达式。
- 可工作于Windows Vista的使用者帐户控制（UAC）。
- 通过库进行面向对象设计[5]

## 限制
- AutoIt是单线程的，这使得异步、并发、并行（例如应用程序间通讯）编程相当困难。

（这可以通过像多进程，组件对象模型等方法变通解决。但如果在语言的内部或其库中提供多线程 API，则麻烦会少得多。）
- AutoIt应用程序有时会被使用启发式查毒的反病毒软件报告为携带病毒，因为这种应用程序是自解压式可执行文件。

## 用法
AutoIt可以用来创建Microsoft Windows中的工具软件来自动执行常见的任务，例如监视网站，监视网络，磁盘碎片整理以及备份。它还能用来模拟用户的操作，因此在软件测试中可以使用AutoIt代替手动来“驱动”应用程序。它还常用来开发计算机游戏机器人，用来自动执行游戏中的任务。也可以常用于开发系统封装工具。